# Høng Station
Høng Station er en dansk jernbanestation i Høng.

## Historie
Høng Station blev anlagt på Slagelse-Værslev-banen, der blev indviet i 1898. Høng blev jernbaneknudepunkt i 1901, da Høng-Tølløse-banen blev åbnet. Persontrafikken blev i 1971 indstillet mellem Høng og Værslev, men mellem Høng og Slagelse blev sporet overtaget af Høng-Tølløse-banen, så der opstod en sammenhængende bane Tølløse-Høng-Slagelse (Tølløsebanen). Mellem Høng og Gørlev fortsatte godstrafikken indtil 1994. Vestsjællands Veterantog, der har ca. 50 medlemmer og remise i Høng, kører nu på denne strækning.